# 断罪のマリア
『断罪のマリア THE EXORCISM OF MARIA』（だんざいのまりあ）は、2009年2月13日に花梨エンターテイメントからWindows/Macintosh用に発売されたゴシックバトル恋愛アドベンチャーゲーム。
四大天使ウリエルを、AD:741年、教皇ザカリアスが堕天使として扱った史実を元に悪魔として扱い、ウリエルの加護を受けたマリアを悪魔憑きのエクソシストとして、彼女を中心に、様々な神父や悪魔たちとの戦いと愛とを描いた作品である。
既存の内容にハッピーエンドなど追加要素を加えたPSP版『断罪のマリア 〜ラ・カンパネラ〜』が、2012年5月31日に発売。さらに、PSP版の内容に新規要素を追加したPC版『断罪のマリア Complete Edition』が、2013年9月27日に発売された。

## ストーリー
西暦2014年。日本で悪魔憑きの現象が表立って多発するようになった事実を受け、聖バルビナ学園にエクソシスト科が設立された。悪魔祓いを行うことで事件を解決するべく学園在籍のエクソシスト達が活動する中、主人公マリアは法王庁から日本へ派遣され、学園に編入する。今年迎える万聖節（11月1日）までに、多くの悪魔を祓い人間を救わなければならない運命が、マリアには課されていた。呪いを解くため、所属する学生エクソシスト隊の仲間と共に、社会の暗闇に息づく悪魔達を狩るべく、マリアはエクソシストとしての過酷な戦いへ身を投じていく。

## 登場人物

### 聖バルビナ学園
マリア
声 - 阿澄佳奈
主人公。マリアは洗礼名。本名はメアリー・クロウという（メアリーの部分のみ変更可能）。メアリー(Mary)はマリア(Maria)の英語名で、本質的には同一。エクソシストでありながら悪魔ウリエルに憑かれており、彼に力を行使させて悪魔を屠るという常識外の悪魔祓いを行うことから、教会の人間や同じエクソシスト達から警戒と不信を抱かれ、異端視されている。ウリエルとは特別な契約が結ばれ、その力によってウリエルの召喚や封印を容易にこなしている。ウリエルや仲間達と行き違いをよく起こすことに苦悩しながらも、自身の目的を果たすため、エクソシストとして学園の生徒として、過酷な道を歩み続ける。
宗像 市竜（むなかた しりゅう）
声 - 高橋広樹
無愛想なため冷酷な人間に見えるが、情に厚い面があり、仲間の失態を庇って自身が責任を肩代わりすることもある仲間想いの青年。当初はマリアを仲間と認めていなかったが、徐々に彼女を理解して受け入れていく。大の女性嫌い。
九条院 日和（くじょういん ひより）
声 - 下和田裕貴
無口で冷淡な性格の少年。母親とは死別しており、長崎の実家に住む父親とは冷戦状態。マリアを敵視しており、脅しをかけることもある。
御柱 キリト（おんばしら きりと）
声 - 下野紘
明るく活発で、誰とでも仲良くしようとする性格。エクソシストとしては非常に未熟だが、悪魔祓い時には独自に開発したアイテムを使い、皆をサポートする。マリアを全く異端視せず、友好的に仲間として扱う理解者。彼なりのファッションセンスでいつもゴーグルを被っている。
秀麗 水鏡（しゅうれい みかがみ）
声 - 杉山紀彰
柔らかな物腰で笑顔を絶やさない穏やかな性格だが腹黒い一面もある。マリア達が寄宿する白百合寮の寮長を務めている。
クラウス・エアハルト
声 - 柿原徹也
マリアの幼馴染。法王庁からわざわざマリアを追いかけてきた。基本的にノリが軽くマイペース。マリアと同じく悪魔をディーヴァに持つエクソシスト。ルートによって合流時期が大きく異なる。
ジークフリート
声 - 高橋広樹
宗像のデーヴァ
ポルトギーザー
声 - 柿原徹也
エフレム神父
声 - 竹房敦司
マリア来日時から暖かく迎えた理解者。エクソシスト科の生徒を統括する責任者であり、助言や注意を行う。自身もエクソシストであり、悪魔祓いが行われる際は同行してサポートする。

### 天使・悪魔
悪魔ウリエル/ウルル
声 - 平川大輔
マリアに憑いている悪魔。ある目的を持ち、マリアと契約を交わした。悪魔の世界では上級に属しており、その高い能力によって大抵の悪魔ならば容易に葬り去ることが可能。マリアに使役される一方、彼女が嫌がることも行い、周囲に問題を齎す（もたらす）言動も頻繁に取る。マリアによって簡単に封印されるため、通常は表立った行動が出来ず、封印中は周囲に些細な変化を起こすなど能力の片鱗しか振るえない。非常に洞察力が高く、周囲の人間の思考や企みを見抜ける。
オリフィエル
声 - 下和田裕貴
ザカリエル
声 - 杉山紀彰
ジークフリート
声 - 高橋広樹
ガルガリン
声 - 下野紘

### 法王庁
法王ザカリアス
声 - 若本規夫
レノ神父

### クラブ ヘル・ファイア
悪魔崇拝の秘密結社。様々な政治や資本家に悪魔の力を使って協力している。
ファーザー
声 - 星野貴紀
クラブ　ヘル・ファイアの創始者。闇の司祭。ただし面影はやさしく、幹部の皆からは慕われている。作中では本名も明かされる。
ジード
声 - 藤原祐規
悪魔マルコシアスと合体し力を得た尖兵。幹部の中では一番格下。ただし心配性の面もありマリアを度々気にかけるシーンを見かける。
ヴェガ
声 - 横田紘一
クラブ　ヘル・ファイア最高幹部。悪魔シャックスの力を得ている。冷徹な割には優しい部分もある。
ジョーカー
声 - KENN
幹部の一人で、かなりの実力者。マリアに仲間にならないかとスカウトしてくる。女の子大好きなフェミニスト。
イルミナ
声 - 石井真
謎多き女装少年。気がふれているがファーザーのお気に入り。

### その他
ダークネス
声 - 安元洋貴
いきなりマリア達の前に現れた不思議なエクソシスト。
本編ではマリアと深い関係があるようだが----？
可愛いものが好き。
ロップ
声 - 佐藤有世
ダークネスのディーヴァ。
時を止めることができる力がある。うさみみの少年の姿をしている。
百目鬼 刹那（どうめき せつな）
声 - 竹房敦司
宗像の先輩。

## 用語
聖バルビナ学園
マリア達が通学する学園。元々は一般的なカトリック系ミッションスクールだったが、悪魔憑きの多発により、日本唯一のエクソシスト養成専門「エクソシスト科」を開講するに至った。エクソシスト科に属する学生は非常に少なく、学園内外から奇異の目で見られている。学生は一般科の生徒が大半を占めており、マリア達と一般生徒は学内の各所で日常的に顔を合わせる。
スピリタス隊
エクソシスト科の学生数名が属する悪魔祓い専門チーム。マリアやエフレム神父も含まれる。悪魔と対峙する危険性から単独で悪魔を祓う行為は禁じられており、複数人で構成されるグループで行動する。
ディーヴァ
悪魔祓いで悪魔を葬るためにエクソシストが召喚する天使などの超常的存在。悪魔に対して非常に強力な殲滅能力を発揮する。人格を持ち、会話も可能。
聖水
周囲を清める水。悪魔祓い中に降り掛けられた悪魔は力を削がれ、行動も制限され、微少ながらダメージを受ける。
香油
悪魔への攻撃に使われる液体。聖水に近い効力を持つが、聖水よりも大ダメージを与えられ、発火させて悪魔を殲滅することも出来る。
法王庁
ローマのバチカンにあるカトリック教会を統括する最上機関。作中ではエクソシストの管理と派遣も行っている。来日前のマリアの居住生活空間であり、エクソシストとしての活動拠点でもあった。現実では法王庁ではなく「教皇庁」の名称が正しい。
サクリファイス
悪魔の生贄として捧げられる運命を持つ者のこと。
作中ではマリア、クラウス、キリト、イルミナ、氷雨。ただしイルミナがサクリファイスというのは定かではない。

## スタッフ
- プロデューサー - 風之宮そのえ
- シナリオ・原画 - 菜摘かんな

## 関連メディア

### WEBラジオ
公式サイトにおいて隔週金曜20時から配信されていた。全38回。リスナーのオカルト体験のメールを紹介する「オカルトの世界」や「ヘルファイアインフォメーション」などのコーナーがある。
- タイトル - ヘルファイアラジオ
- パーソナリティ - 藤原祐規（ジード 役）、横田紘一（ヴェガ 役）
- 配信期間 - 2008年10月31日 - 2010年1月30日

## 関連商品

### 漫画
宙出版発行の『ロマンスティアラ』vol.6号（2009年4月11日発行）から全3話で連載。また、携帯コミック配信サイト「ワンダーコミック」から、ゲーム本編とは設定の異なるオリジナルストーリーが配信されている。
- 特別編〜金曜日のマリア〜（2009年4月23日配信）
- 特別編〜シークレット・ライブ〜（2009年7月7日配信）

### CD
- サウンドトラック「エデンの夜想曲」（2009年4月24日）
- キャラクターソングアルバム gran jubilee vol.1 魂の拍動編（2009年4月24日）
- キャラクターソングアルバム gran jubilee vol.2 迷宮の子羊編（2009年6月26日）
- キャラクターソングアルバム gran jubilee vol.3 天の揺り篭編（2009年9月18日）
- ヘルファイアラジオCD vol.1 / vol.2（2009年4月10日）
- ヘルファイアラジオCD vol.3 / vol.4（2009年11月30日）
- ラ・カンパネラ キャラクターソング 第1弾「ジード・日和」（2012年09月28日）
- ラ・カンパネラ キャラクターソング 第2弾「ジョーカー・秀麗水鏡」（2013年1月25日）